# Adam Burakowski
Adam Wojciech Burakowski (ur. 26 lipca 1977 w Warszawie) – polski historyk, politolog, publicysta i dyplomata, ambasador RP w Indiach (2017–2023) oraz Południowej Afryce (2023–2024). 

## Życiorys
W 2001 ukończył studia politologiczne w Instytucie Historycznym Uniwersytetu Warszawskiego, a w 2004 specjalistyczne studia wschodniej w Studium Europy Wschodniej UW. W 2007 w Instytucie Studiów Politycznych Polskiej Akademii Nauk uzyskał stopień doktora nauk humanistycznych na podstawie pracy pt. Dyktatura Nicolae Ceauşescu 1965–1989: wzrost, stagnacja, upadek (promotor – Andrzej Paczkowski), a w 2015 tamże stopień doktora habilitowanego na podstawie dzieła System polityczny współczesnej Rumunii.
W 2003 odbył praktykę w Cold War International History Project w Woodrow Wilson International Center for Scholars w Waszyngtonie. Współpracował także z: Centre for European Studies na Uniwersytecie Jawaharlala Nehru w Nowym Delhi, Uniwersytetem Babeș-Bolyai i Universitatea de Vest oraz Uniwersytetem Masaryka. W 2004 podjął pracę w Instytucie Studiów Politycznych PAN, początkowo jako asystent, a od 2007 jako adiunkt w Zakładzie Europy Środkowo-Wschodniej. Został też zatrudniony w ISP PAN jako profesor uczelni.
Od 2006 pełnił funkcję zastępcy dyrektora Polskiego Radia dla Zagranicy, a od 2009 zasiadał w zarządzie Europejskiego Zgrupowania Interesów Gospodarczych Euranet. Był również kierownikiem Sekcji Projektów Europejskich oraz koordynatorem projektu Euranet Plus w Polskim Radiu. W 2013 jako przedstawiciel Polskiego Radia został wybrany koordynatorem Grupy Europy Środkowo-Wschodniej Europejskiej Unii Nadawców (EBU). Jest ekspertem Centrum Analiz Klubu Jagiellońskiego.
Od 2017 do 2023 ambasador nadzwyczajny i pełnomocny Rzeczypospolitej Polskiej w Republice Indii, akredytowany również w Islamskiej Republice Afganistanu, Ludowej Republice Bangladeszu, Królestwie Bhutanu, Republice Malediwów, Federalnej Demokratycznej Republice Nepalu i w Demokratyczno-Socjalistycznej Republice Sri Lanki. Kadencję zakończył 3 kwietnia 2023. Bezpośrednio po niej, 13 kwietnia 2023, objął stanowisko ambasadora w Południowej Afryce, akredytowanego także na Botswanę, Namibię, Mozambik, Zimbabwe, Zambię, Lesotho i Eswatini. Misję zakończył w grudniu 2024.
W lutym 2020 przez ministra obrony narodowej wyróżniony brązowym medalem „Za zasługi dla obronności kraju”.
Zna języki: angielski, hindi, rumuński i rosyjski. Jest żonaty, ma czwórkę dzieci.

## Wybrane publikacje
- Europeizacja partii politycznych i grup interesu w krajach Partnerstwa Wschodniego i kandydujących do Unii Europejskiej, Warszawa 2015 (współautorzy: Agnieszka K. Cianciara, Paweł Olszewski, Jakub Wódka)
- System polityczny współczesnej Rumunii, Warszawa 2014
- Indie: od kolonii do mocarstwa 1857–2013, Warszawa, 1, 2013 (współautor: Krzysztof Iwanek)
- Geniusz Karpat. Dyktatura Nicolae Ceauşescu 1965–1989, Warszawa 2009
- 1989 – Jesień Narodów, Warszawa 2010 (współautorzy: Aleksander Gubrynowicz, Paweł Ukielski)
- Kraj smutny pełen humoru. Dzieje Rumunii po 1989 roku, Warszawa 2012 (współautor: Marius Stan)
- System polityczny współczesnej Rumunii, Warszawa-Kraków 2014